# Crystal Lake (hrabstwo Barron)
Crystal Lake – miasto w Stanach Zjednoczonych, w stanie Wisconsin, w hrabstwie Barron.